# Abdera (geslacht)
Abdera is een geslacht van kevers uit de familie zwamspartelkevers (Melandryidae). De wetenschappelijke naam van het geslacht werd in 1832 gepubliceerd door James Francis Stephens. De kevers komen voor in Europa.

Abdera in de Iconographia Zoologica

## Onderliggende soorten
- Abdera affinis
- Abdera bicincta
- Abdera bifasciata
- Abdera firma
- Abdera flexuosa
- Abdera quadrifasciata
- Abdera scriptipennis
- Abdera similis
- Abdera triguttata
- Abdera trisignata
- Abdera viberti